# Provincia de Bellavista
La provincia de Bellavista es una de las diez que conforman el departamento de San Martín en el norte del Perú.
Limita por el norte con la provincia de El Dorado y la provincia de Picota, por el este con el departamento de Loreto, por el sur con la provincia de Tocache y por el oeste con la provincia de Mariscal Cáceres y la provincia de Huallaga.
Desde el punto de vista jerárquico de la Iglesia católica, forma parte de la  prelatura de Moyobamba, sufragánea de la arquidiócesis de Trujillo y  encomendada por la Santa Sede a la archidiócesis de Toledo en España.

## Historia
La provincia de Bellavista fue creada mediante Ley n.º 23844, del 31 de mayo de 1984, durante el segundo gobierno del presidente Fernando Belaúnde Terry, siendo su primer alcalde provincial Leonidas Cárdenas Peñaherrera.

## División administrativa
La provincia tiene una extensión de 8050,90 km² y se divide en 6 distritos:
1. Bellavista
2. Alto Biavo
3. Bajo Biavo
4. Huallaga
5. San Pablo
6. San Rafael

## Población
La provincia tiene una población aproximada de 55 815 habitantes (INEI, 2013).

## Capital
La capital de esta provincia es la ciudad de Bellavista, ubicada a 249 m s. n. m.

## Autoridades

### Regionales
- Consejero regional
  - 2019-2022:[3] Aníbal Medina Bustamante (Acción Popular)

### Municipales
- 2019-2022[3]
  - Alcalde: Eduar Guevara Gallardo, de Acción Popular.
  - Regidores:

  1. William Arévalo Saboya (Acción Popular)
  2. Jakilina Fernández Mundaca (Acción Popular)
  3. Jhony Vásquez Burga (Acción Popular)
  4. Warren Pinto Ríos (Acción Popular)
  5. Elqui Leider Pintado Velasco (Acción Popular)
  6. Cinthia Milagros Chávez Ruiz (Acción Popular)
  7. Augusto Christian Nolasco Aguirre (Acción Regional)
  8. María Ortencia Abanto Rojas (Acción Regional)
  9. Víctor Manuel Mendoza Amasifuén (Nueva Amazonía)

### Policiales
- Comisario: Elvis Cruz Mondragon

## Festividades
- Junio: San Juan
- Agosto: Semana Patronal